# Anthericum angustifolium
Anthericum angustifolium là một loài thực vật có hoa trong họ Măng tây. Loài này được Hochst. ex A.Rich. mô tả khoa học đầu tiên năm 1850.